# Paradrina kurnova
Paradrina kurnova is een vlinder uit de familie van de uilen (Noctuidae). De wetenschappelijke naam van de soort is voor het eerst geldig gepubliceerd in 1981 door de Laever.